# الجدار الفولاذي

خريطة لقطاع غزة توضح معابره وحدوده مع مصر وفلسطين.

الجدار الفولاذي أو الجدار المصري العازل هو جدار تحت الأرض من الحديد الفولاذي قامت الحكومة المصرية في البدء من تنفيذه على طول حدود مصر مع قطاع غزة بهدف وقف اختراق حدودها عن طريق الأنفاق التي يحفرها الفلسطينيون من رفح الفلسطينية إلى رفح المصرية بغرض التهريب، وسط حالة من الرفض والتأييد للمشروع. يمتد الجدار بطول 10 كم وعمق يتراوح من 20 إلى 30 متر تحت سطح الأرض ويتكون من صفائح صلبة طول الواحدة 18 متر وسمكها 50 سم مقاومة للديناميت ومزودة بمجسات ضد الاختراق، كما يضمن ماسورة تمتد من البحر غرباً بطول 10 كم باتجاه الشرق يتفرع منها أنابيب مثقبة يفضل بين كل واحدة والأخرى 30 : 40 م تقوم بضخ الماء باستمرار بهدف إحداث تصدعات وانهيارات للأنفاق. وبحسب الجزيرة نت ينصب الجدار بإشراف كامل من ضباط مخابرات أميركيين وفرنسيين. تقدر تكلفة بناء الجدار حوالي ملياري دولار أي ما يعادل 12 مليار جنيه مصري، بحسب ما ذكره النائب صبحي صالح. وقد نفت الخارجية المصرية أن يكون تمويل الجدار من قبل الولايات المتحدة وقالت إنه بنى بأموال وبمعرفة الحكومة المصرية، وبمساعدة فنية واستشارية فقط من قبل الولايات المتحدة.

## خلفية
يحد قطاع غزة مصر من الشمال الشرقي لشبه جزيرة سيناء، وتمتد حدود القطاع البرية مع مصر بطول 13 كم. وتعتبر هذه المنطقة الحدودية الملاذ الأهم لسكان غزة من مرضى وطلاب وتجار للخروج من أجل حاجياتهم الخاصة، بالإضافة إلى الجانب التجاري حيث يستورد تجار القطاع المنتجات من مصر.

## التنفيذ
شملت المرحلة الأولى تركيب أجهزة للكشف عن الأنفاق وهي أجهزة جيولوجية ذات تقنيات عالية في الكشف عن الصوت والحركة في باطن الأرض وعلى أعماق كبيرة، وقد بدأ العمل فيها منذ الربع الثاني من 2009 تقريباً.
أما المرحلة الثانية من المشروع فهي عملية بناء جدار فولاذي بطول المنطقة الحدودية لعرقلة حفر الأنفاق عند نقطة معينة تمت دراستها بعناية وهي عبارة عن منظومة الكشف عن الأنفاق.[بحاجة لمصدر]

القسم الذي بني تحت الأرض للجدار المصري الفولاذي بين مصر وقطاع غزة والذي يبلغ عمقه من 20 إلى 30 مترا

وقد بدأت في سرية تامة وكانت القيادة الإسرائيلية على علم بهذا المشروع. على أن توضع ألواح معدنية فولاذية بطول المنطقة الحدودية المتفق عليها. تم استثناء 3 كم التي تنعدم فيها عمليات حفر الأنفاق بسبب نعومة تربتها الرملية وهي المنطقة المحصورة بين العلامة الدولية رقم 1 على ساحل البحر الحدودي وحتى شمال العلامة الدولية رقم 3 باتجاه البحر وهي المنطقة التي تبدأ من تل السلطان[ ؟ ] وحتى البحر.[بحاجة لمصدر] وقد أجريت اختبارات عديدة ناجحة على مدى صلابة واحتمال هذه الألواح المعدنية المصممة ضد أية اختراقات معدنية أو تفجيرية بالديناميت وربما تتأثر فقط بتفجير شديد، وقد بدأت السلطات المصرية بوضع الألواح وتم تنفيذ المرحلة الأولى منها، وبلغت حوالي 4 كم شمال معبر رفح البري وحوالي 500 متر جنوب معبر رفح تم تغطيتها بهذه الألواح المعدنية التي تم غمسها في باطن الأرض باستخدام معدات مخصصة لحفر آبار المياه.
المشروع سيتضمن بناء بوابات إلكترونية حديثة سيتم وضع بوابتين منها على مداخل مدينة رفح[ ؟ ] المصرية بهدف الكشف عن المتفجرات والسلاح وأية معادن وتم تحديد الأماكن التي ستقام فيها هذه البوابات الإلكترونية، كما أن هناك أنباء بأن كتيبة أمريكية ربما ستحضر إلى شمال سيناء في وقت لاحق وستنضم إلى معسكر قوات حفظ السلام للإشراف على المنطقة الحدودية بجانب الأمن المصري،[بحاجة لمصدر] وهو ما كشفت عنه زيارات العريش عاصمة محافظة شمال سيناء منذ حوالي ثلاثة أشهر، طالباً من الأطباء المصريين معلومات عن قدرة المستشفى في استقبال أية حالات طارئة لجنود أمريكيين.[بحاجة لمصدر] وفي منتصف يناير 2010 تم الانتهاء من بناء 60% من الجدار جميعها في الأماكن المفتوحة حيث بدأت الحكومة أعمال الحفر في تلك الأماكن وأرجأت الحفر الأماكن المأهولة بالسكان لوقت لاحق والتي تعتبر أكثر الأماكن احتواءً على أنفاق لحين إيجاد حل للمنازل التي يعتقد أن أعمال الحفر ستأتي بأضرار عليها، وفقاً لما ذكرته الحكومة. وقد سبق وتوقفت أعمال الحفر لمدة 3 أيام بسبب استهداف قناصين فلسطينيين لمعدات الحفر وخراطيم الزيت في المناطق المكشوفة.
ويتكون الجدار من ألواح من الصلب بعرض 50 سم وطول 18 مترا، صنعت في الولايات المتحدة ووصلت عبر أحد الموانئ المصرية، بينما أكدت جريدة الوفد أنها صنعت في روسيا في مصانع شركة إيفراز، وهي من الصلب المعالج الذي تم اختبار تفجيره بالديناميت. ويتم دق هذه الألواح عبر آلات ضخمة تحدد مقاييسها بالليزر، ثم سيتم لصقها معا بطريقة «العاشق والمعشوق» على غرار الجدار الحديدى الذي أنشأته إسرائيل على الحدود بين قطاع غزة ومصر وقامت الفصائل الفلسطينية بهدمه في يناير 2008 ولم تتمكن الفصائل الفلسطينية حينها من تدميره بالمتفجرات وقاموا بقصه من أسفل بلهيب أنابيب الأكسجين.
ووصفت كارين أبو زيد المفوضة العامة للأونروا الجدار بأنه أكثر متانة من خط بارليف من ناحية التحصين، وامتدادا للجدار الفولاذي تقوم الحكومة المصرية بعمل حواجز خرسانية ومد شباك تحت مياه البحر المتوسط بعمق 10 أمتار وبطول 25 مترا امتدادا للجدار الفولاذي لمنع أي عمليات تسلل بين مصر وقطاع غزة. وقد شرعت مصر أيضا في إنشاء مرسى للزوارق تابع للقوات الأمنية المصرية وزيادة عدد أبراج المراقبة إلى 23 برجا إسمنتيا مجهزا بنوافذ مقاومة للرصاص ومزودة بتجهيزات إلكترونية على الحدود مع القطاع.

## ردود الفعل

### أطراف ذات صلة مباشرة

#### موقف مصر الرسمي
أنكرت مصر في البداية قيامها بإنشاء جدار ثم عادت وأكدت بعد قيام الصحافة العبرية بنشر الخبر، إلا أنها لم تقدم بيانًا يوضح طبيعة وحقيقة هذا الجدار.[بحاجة لمصدر] وقد بررت الخارجية المصرية بناء الجدار بحماية أراضيها، سيادتها وأمنها الوطني من عمليات التهريب التي وبحسب مصادر مصرية أسقطت عدداً من جنود حرس الحدود المصري بين جريح وقتيل في السنوات العشر الأخيرة. وقال حسام زكي، المتحدث الرسمي بالخارجية المصرية بأن الجدار يهدف أولاً لمنع تصدير الإرهاب للأراضي المصرية، بالإضافة للحد من الانشقاق في الصف الفلسطيني الكائن في وجود طرفين فلسطينيين (حماس والسلطة الفلسطينية). وأكد مسئول مصري على أن الهدف من الجدار ليس المساهمة في حصار غزة وعلى إقرار مصر بالوضع المعيشي المتدني في قطاع غزة ولكنها في نفس الوقت تصر على عدم إنجاح المحاولة الإسرائيلية لوضع مسئولية القطاع على مصر. وقال أحمد أبو الغيط أنه لا يجب الخلط بين الجدران تحت الأرض وفوقها.
وتحدث محمد حسني مبارك، الرئيس المصري في خطابه في عيد الشرطة في 24 يناير، 2010 أن مصر لم ولن تتهاون في حماية حدودها وسيادتها ومصالح ومقدرات شعبها والذي رأى أن الجدار يعمل على حمايتها، وشدد على دور مصر في القضية الفلسطينية وعلى أن هناك قوى عربية وإقليمية لم تقدم ما قدمته مصر لفلسطين تزايد على الدور المصري واستغلت بناء الجدار لذلك. وانتقد حسني مبارك أيضاً حماس التي زايدت على الدور المصري ملمحاً على أنها لا مقاومة قد قاومت، ولا سلاماً قد صنعت. وبخصوص ما تحدث عنه البعض من محاولة للتقرب لإسرائيل وأمريكا[ ؟ ] ببناء الجدار، قال مبارك أن مصر رفضت سابقاً الانضمام للاتفاق الأمني بين الدولتين السابق ذكرها في عهد إدارة جورج دبليو بوش، وأن مصر ماضية في بناء الإنشاءات على الحدود الشرقية ليس إرضاءً لأحد، وإنما حمايةً للأمن القومي.

#### موقف السلطة الفلسطينية
أيد محمود عباس في جريدة الأهرام المصرية قيام مصر بإقامة الجدار. واتهم محمد دحلان حماس بتنفيذها تعليمات خارجية لإلقاء اللوم على مصر بشأن الحصار.

#### موقف حماس
أدانت حماس الجدار وناشدت مصر وقف العمل فيه ودعت للمظاهرات والاحتجاجات ضد الجدار والتي أدت لمقتل جندي مصري من حرس الحدود بنيران تقول الحكومة المصرية إنها من رصاص قناص فلسطيني، لكن حماس نفت في تحقيقها وقالت إنها نيران مصرية أطلقت على الشبان الفلسطينيين لكنها أصابت الجندي المصري وأردته قتيلا وأصابت عشرات الفلسطينيين منهم اثنان في حالة الخطر.

#### مواقف بعض الأحزاب المصرية
أيد كل من حزب الوفد والتجمع والأحرار والجبهة الديمقراطية للشباب بناء الجدار العازل على الحدود وعلى حق مصر في حماية حدودها بأي طريقة تراها مناسبة، وعدم المساس بأمنها القومي. فيما أشارت مصادر أخرى بأن حزب التجمع قد أصدر بياناً يرفض فيه الجدار. بينما أدان الإخوان المسلمون بناء الجدار.

#### موقف الأزهر الرسمي
أصدر مجمع البحوث الإسلامية بالأزهر بياناً بالإجماع يجيز إقامة الجدار من الناحية الشرعية.

#### ناشطون مصريون
دشن عدد من الناشطين المصريين «الحملة المصرية ضد جدار العار الفولاذي» مؤكدين رفضهم التام لإقامة جدار بين مصر وقطاع غزة باعتباره «عملا يهدد الأمن القومي المصري ويضر بالمصالح المصرية والفلسطينية».

#### الإعلام الإسرائيلي
اعتبر مركز «هرتزوج» لبحوث الشرق الأوسط بجامعة بن جوريون، أن الجدار الفولاذي يأتي كنموذج للخدمات التي يقدمها النظام المصري لإسرائيل، حيث يهدف الجدار لسد الأنفاق التي تستخدم في تمرير الاحتياجات الإنسانية لسكان القطاع وإغلاق معبر رفح أمام الفلسطينيين. وقال الأكاديمي الإسرائيلي يورام ميطال إن هذا يأتي في إطار التعاون المصري الإسرائيلي حيث ينظران إلى حركة المقاومة الإسلامية «حماس» التي تسيطر على قطاع غزة باعتبارها منظمة «إرهابية» يجب استئصالها والقضاء عليها بقوة الذراع.

### أطراف أخرى

#### فتاوى وبيانات ضد الجدار
أفتى عدداً من علماء المسلمين بحرمة بناء الجدار:
- الدكتور يوسف القرضاوي، مفتي دولة قطر ورئيس الاتحاد العالمي لعلماء المسلمين.[39]
- الدكتور عبد المجيد الزنداني، من مؤسسي الإخوان المسلمين في اليمن.[40]
- عدد من علماء الأزهر في بيان أدانوا فيه قيام مصر بإقامة الجدار وحرموا ذلك شرعاً.[41]
- جمعية العلماء المسلمين الجزائريين.[42]
- الأمين العام السابق للحركة السلفية في الكويت الشيخ حامد العلي.[43]
- الاتحاد العالمي لعلماء المسلمين.[44]
- الدكتور يوسف بن عبد الله الأحمد، عضو هيئة التدريس بجامعة الإمام محمد بن سعود في الرياض.[45]
- رابطة علماء فلسطين.[46]
- الشيخ حامد البيتاوي النائب في المجلس التشريعي الفلسطيني ورئيس رابطة علماء فلسطين.[47]
- الدكتور عبد الصبور شاهين الداعية الإسلامي والأستاذ المتفرغ بكلية دار العلوم بجامعة القاهرة.[48]
- الشيخ محمد راتب النابلسي.[49]
- الشيخ محمد كريم راجح شيخ عموم قراء الديار الشامية.[50]
- المفكر الإسلامي فهمي هويدي.[51][52]
- اتحاد المنظمات الإسلامية في أوروبا.[53]
- المستشار طارق البشري.[54]
- حسن نصر الله، الأمين العام لحزب الله اللبناني دعا مصر لوقف البناء في الجدار واتهمها بخنق قطاع غزة.[55]
- لجنة علماء الشريعة الإسلامية في حزب جبهة العمل الإسلامي[ ؟ ] في الأردن، أصدرت فتوى شرعية حرمت فيها بناء الجدار الفولاذي على حدود مصر مع قطاع غزة.[56][57]
- أصدر أعضاء المؤتمر القومي العربي في مصر بياناً نددوا فيه بشدة بالجدار وأسموه «جدار العار».[58]
- هيئة الرباط الوطني لنصرة الشعب الفلسطيني في نواكشوط.[59]

#### فتاوى وبيانات مع الجدار
- قيادات كنسية ممثلة لطوائف المصريين المسيحيين أيّدت حق مصر في الدفاع عن أرضها.[60]
- الجمعية المصرية للتنمية وحقوق الإنسان، أيّدت في بيان حق مصر الكامل في حماية حدودها، وانتقدت المزايدة على دور مصر في القضية.[61]
- إدارة الرئيس باراك أوباما، أكدت تأييدها لبناء مصر للجدار لما ذكرت أنه سيحد من عمليات تهريب السلاح للقطاع التي تخشى الإدارة الأميركية أن يستخدمه الفلسطينيون ضد الإسرائيليين.[62][63]

### موقف البرلمان المصري
تقدم عدد من نواب الإخوان والمستقلين والمعارضة ببيانات عاجلة ضد بناء الجدار وحدثت مشادات وسب وقذف خلال جلسة لجنة الدفاع والأمن القومي التي ناقشت بناء الجدار.

### التحرك القضائي
تقدم عدد من السياسيين والمحاميين والبرلمانيين المصريين بدعاوي ضد رئيس الجمهورية في القضاء الإداري لوقف العمل في الجدار.

### مظاهرات ووقفات ضد الجدار
في 3 يناير، 2010 شهدت العاصمة اللبنانية بيروت اعتصاماً دعت إليه الجماعة الإسلامية في لبنان ضد الجدار أمام السفارة المصرية في بيروت، وفي نفس اليوم شهدت العاصمة الأردنية عمان مظاهرات ضد الجدار. وانطلقت أيضاً في غزة تظاهرة على نفس الجدار.
وفي 11 يناير، 2010 قامت مظاهرة في مدينة لاهور الباكستانية ضد الجدار نظمتها الجماعة الإسلامية في باكستان.
في 23 يناير، 2010 قامت مظاهرة ضد الجدار الفولاذي في العاصمة الألمانية برلين أمام السفارة المصرية، وفي نفس اليوم قامت تظاهرة في بيروت ضد الجدار أمام السفارة المصرية أصيب فيها عدد من المشاركين.

## وصلات خارجية
- جدار مصر في ضوء القانون الدولي، عبد الله الأشعل، الجزيرة نت، 24 ديسمبر، 2009.
- غزة تتجه لمرحلة كارثية بعد الفولاذي، الجزيرة نت، 25 ديسمبر، 2009.
- صحيفة «الوفد» تفجر مفاجأة: مصر تبني الجدار الفولاذي على نفقتها الخاصة، محيط، 27 ديسمبر، 2009 - المقال بجريدة الوفد.
- القرضاوي: الجدار المصري مع غزة محرم شرعا، القرضاوي نت، 28 ديسمبر، 2009.
- علماء دين يحرمون بناء الجدار الفولاذي ويعتبرونه حربا على الإسلام والمسلمين، مصراوي، 29 ديسمبر، 2009.
- الجدار حماية لأمن إسرائيل، فهمي هويدي، الجزيرة نت، 29 ديسمبر، 2009.
- إسرائيل: الجدار الذي تبنيه مصر على حدود غزة سيحد من تهريب السلاح، رويترز، مصراوي، 30 ديسمبر. 2009
- لماذا الجدار مشروع حرب إسرائيلي؟، مهنا الحبيل، الجزيرة نت، 23 يناير، 2010.
- التقدير الاستراتيجي (20): «الجدار الفولاذي» مع قطاع غزة: الخلفيات والتبعات، مركز الزيتونة للدراسات والاستشارات، 11 فبراير، 2010.
- تعثر بناء الجدار الفولاذي بمرحلته الأخيرة بسبب ترسبات صخرية، أخبار البشير، 15 فبراير، 2010.
- ماذا تعرف عن الجدار الفولاذي[وصلة مكسورة]، إسلام أون لاين.

برامج تلفزيونية
- الجدار الفولاذي بين مصر وغزة، برنامج الاتجاه المعاكس، قناة الجزيرة، 5 يناير، 2010.
- الحصار العربي لغزة، برنامج في العمق، قناة الجزيرة، 4 يناير، 2010.
- مؤشرات إقامة جدار عازل بين مصر وغزة، برنامج ما وراء الخبر، قناة الجزيرة، 17 ديسمبر، 2009.